# خبغة (مقاطعة إسلام آباد غرب)
خبغة (بالفارسية: خپگه) هي قرية تقع في كرمانشاه في إيران. يقدر عدد سكانها بـ 472 نسمة بحسب إحصاء 2016.